# 釘貫彩
釘貫 彩（くぎぬき　あや）は、日本のアニメーション美術監督である。スタジオ美峰所属。

## 主な美術監督作品

### テレビアニメ
- 変ゼミ（2010年）美術監督
- 僕は友達が少ないNEXT（2012年）美術監督
- 妖怪ウォッチ（2014年〜）美術監督

### 劇場作品
- 映画 プリキュアオールスターズDX3 未来にとどけ! 世界をつなぐ☆虹色の花（2011年）美術監督
- 映画 妖怪ウォッチ 誕生の秘密だニャン!（2014年）美術監督
- 映画 妖怪ウォッチ エンマ大王と5つの物語だニャン!（2015年）美術監督
- 映画 妖怪ウォッチ 空飛ぶクジラとダブル世界の大冒険だニャン!（2016年）美術監督
- 映画 妖怪ウォッチ シャドウサイド 鬼王の復活（2017年）美術監督